# Cryptocephalus andrewesi
Cryptocephalus andrewesi – gatunek chrząszcza z rodziny stonkowatych i podrodziny Cryptocephalinae.
Gatunek ten został opisany w 1895 roku przez Martina Jacoby.
Chrząszcz endemiczny dla Indii, znany wyłącznie z okolic południowego Mumbaju i Belgaum.